# Allgemeine Zeitung des Judentums
Die Allgemeine Zeitung des Judentums (AZJ), bis Mai 1903 Allgemeine Zeitung des Judenthums, war eine deutsche jüdische Zeitung, die vom 2. Mai 1837 bis 1922 zunächst in Leipzig, später in Berlin erschien. Ihr Untertitel lautete Ein unpartheiisches Organ für alles jüdische Interesse in Betreff von Politik, Religion, Literatur, Geschichte, Sprachkunde und Belletristik (Mit Königl. Sächsischer allergnädigster Concession.), ab 1845 in der Schreibweise unparteiisches Organ. Sie erschien anfangs zweimal pro Woche, später wöchentlich. Sie wurde im Laufe ihrer Geschichte die erfolgreichste jüdische Zeitschrift in Deutschland.

## Geschichte
Die AZJ wurde am 1. Mai 1837 von Rabbiner Ludwig Philippson in Leipzig gegründet, der sie bis zu seinem Tod im Jahr 1889 im Verlag von Baumgärtners Buchhandlung zu Leipzig herausgab. Zwischen 1890 und 1909 gab Gustav Karpeles die Zeitung heraus. Ab 1890 erschien die AZJ im Verlag von Rudolf Mosse in Berlin; ein regelmäßiger Autor in diesen Jahren war Saul Raphael Landau. 1909 bis 1919 lag die Herausgeberschaft in den Händen von Ludwig Geiger, danach bei Albert Katz. Namhafte Mitarbeiter in den ersten Jahren waren Gabriel Riesser, Eljakim Carmoly, Joseph Levin Saalschütz, Samuel David Luzzatto, Leopold Zunz, Leopold Dukes, Julius Fürst, Leopold Löw, Franz Delitzsch, Adolph Jellinek, Abraham Geiger und Isaak Markus Jost. Phöbus Moses Philippson, Bruder des Herausgebers, trug im ersten Jahr der AZJ mit elf Artikeln unter dem Titel Ideen für eine Enzyklopädie und Methodologie der jüdischen Theologie zur Zeitschrift bei.
Das erste Heft (2. Mai 1883) enthielt neben Nachrichten (Politik) den ersten Teil der Abhandlung Was heißt Judenthum? des Herausgebers sowie in der Rubrik Belletristik Israelitische Lebensbilder.
In der Nummer 41 vom 27. Juli 1837 erschien eine Erklärung zur Programmatik der Zeitung (Über die Grundsätze der Redaction), in der sich die Zeitung für die bürgerliche Emanzipation der Juden und klare Darlegung jüdischer Standpunkte ausspricht: „wir haben unsere Religion auszubauen, Institutionen des Alterthums geltend zu machen, wir haben die schwere Fessel der Beschränkung, des Vorurtheils und des Hasses zu sprengen“.
Seit 1853 enthielt die AZJ eine regelmäßige Beilage unter dem Titel Jüdisches Volksblatt zur Belehrung und Unterhaltung auf Jüdischem Gebiete.
Die letzte Nummer der Zeitung erschien am 28. April 1922. Ihr folgte die ebenfalls bei Rudolf Mosse erscheinenden CV-Zeitung des Central-Vereins deutscher Staatsbürger jüdischen Glaubens.

## Nachfolger
Das Internetarchiv jüdischer Periodika Compact Memory enthält den fast vollständigen Bestand der Zeitschrift.
Die heutige Jüdische Allgemeine sieht sich in der Tradition der AZJ stehend.